# Embedsmand
 Denne artikel omhandler overvejende eller alene danske forhold. Hjælp gerne med at gøre artiklen mere almen.
Embedsmand betegnede tidligere en person, der indtog en højere stilling i staten. I dag findes betegnelsen ikke i dansk lovgivning, men anvendes i både den juridiske og samfundsvidenskabelige litteratur og i daglig tale om en ansat i staten, en kommune, en amtskommune eller en region (de tre sidstnævnte herefter betegnet som kommune), hyppigst om medarbejdere, der indtager en rådgivende eller udførende funktion i direkte samspil med den folkevalgte politiske ledelse, dvs. vedkommende minister eller kommunalbestyrelse, men der gælder ingen fast afgrænsning. Embedsværket betegner helheden af ansatte i et ministerium eller en kommune – ansat uden demokratisk mandat – i modsætning til den politiske ledelse, hvis position udspringer af et folkeligt mandat, opnået ved et valg.
I offentlige institutioner uden for ministeriernes departementer og kommunernes forvaltninger, fx skoler, hospitaler, skovdistrikter, vil typisk lederen af institutionen opfattes som og opfatte sig som embedsmand, medens denne betegnelse vil falde mindre naturlig for en lærer, en læge eller en skovarbejder.
I ministeriernes departementer og kommunernes forvaltninger er der også funktioner på en sådan afstand af den politiske ledelse, at det vil være mindre naturligt for indehaverne at se og betegne sig som embedsmænd. Dette gælder først og fremmest institutionens tekniske og administrative personale.

## Ordets oprindelse
Julius Cæsar skrev i sin bog om gallerne, at de kaldte tjenerne ambacti, der på latin i ental blev til ambactus. På fransk udvikledes ordet "ambassadør" derfra. Indlånt til norrønt fik man ordet ambátt, der betød "tjenestepige", og blev videreudviklet til ordet "embede". På tysk fik man af samme ordstamme ordet "Amt", der også benyttes i moderne dansk. Ordene "ambassadør", "amtmand" og "embedsmand" har altså det samme keltiske ophav, men det første har taget omvejen om fransk, det andet om tysk, mens det tredje er nordisk.

## Samspillet mellem embedsmænd og politikere
Samspillet mellem embedsmænd og politikere reguleres af, at det danske samfund både er et demokrati og en retsstat.
Demokratiet indebærer, at staten og kommunerne ledes af folkevalgte politikere efter nærmere regler i grundloven og den øvrige lovgivning.
Retsstatsprincippet indebærer, at loven gælder alle, både politikere og embedsmænd. Loven sætter grænser for, hvad den politiske ledelse kan beslutte og hvad den kan pålægge embedsværket at gennemføre. Dette gælder selvsagt ordrer om ulovlige handlinger, men politikeren kan heller ikke bruge embedsværket til sine partiaktiviteter.
Embedsmænd har inden for lovens rammer en loyalitetsforpligtelse over for den politiske ledelse. Til gengæld bevarer de deres ansættelse, selv om den politiske ledelse skiftes ud.

## Særlige rådgivere
Der har i de senere år dannet sig den praksis, at fx ministre kan ansætte rådgivere på særlige vilkår. Denne gruppe er på den ene side ansat (dvs. uden at være folkevalgt), på den anden side så tæt knyttet til ministeren, at ansættelsesforholdet ophører i samme øjeblik, som politikerens funktion ophører. De særlige rådgivere varetager typisk medieopgaver og kaldes uofficielt spindoktorer.

## Ansættelsesforhold
Embedsmænd kan være ansat som tjenestemænd efter tjenestemandsloven eller kommunale tjenestemandsregler eller efter overenskomst med vedkommendes faglige organisation. Tjenestemandsansættelse anvendes i staten navnlig til de højere embedsmænd (kontorchefer, afdelingschefer og departementschefer), medens kontorfunktionærer og fuldmægtige er overenskomstansatte.